# Hans-Jörg Pfister
Hans-Jörg Pfister (Bienne, 4 mei 1951) is een Zwitsers voormalig voetballer die speelde als aanvaller.

## Carrière
Pfister maakte zijn profdebuut voor FC Biel-Bienne in 1969, drie jaar later tekende hij een contract bij Servette FC Genève. Bij Servette speelde hij zeven seizoenen, voordat hij een transfer maakte naar Grasshopper waar hij twee seizoenen zou blijven. In 1981 vertrekt hij er om voor Lausanne-Sport te gaan voetballen. Zijn carrière sloot hij af bij Martigny-Sports.
Pfister maakte zijn debuut voor Zwitserland in 1972, hij zou tot in 1981 international blijven en in totaal 26 wedstrijden spelen waarin hij vijf keer kon scoren.

## Erelijst
- Individueel
  - Zwitsers voetballer van het jaar: 1977